# S-Bahn

S-Bahn hálózatok Németországban
Zöld: S-Bahn
Sárga: Tram-train

Az S-Bahn egy német kifejezés, amely városi gyorsvasutakat jelöl. Először Berlinben alkalmazták az 1920-as évek végén az ottani elővárosi vasúthálózat villamosítása után. Eredete máig nem tisztázott teljes mértékben, valószínűleg a városi gyorsvasút jelentésű Stadtschnellbahn kifejezés rövidítése. A kifejezés a teljes német nyelvterületen: Svájcban, Németországban és Ausztriában használatos. Észak-Olaszországban, Dániában, Csehországban és Magyarországon is (S30, S42, S71 stb) használják az S-jelölést városi-elővárosi gyorsvasutakra, de az S-Bahn kifejezés alkalmazása nélkül.
A német szabvány szerint S-Bahnként csak az országos vasúti előírásoknak mindenben megfelelő vasutak nevezhetőek.

## Sajátosságai

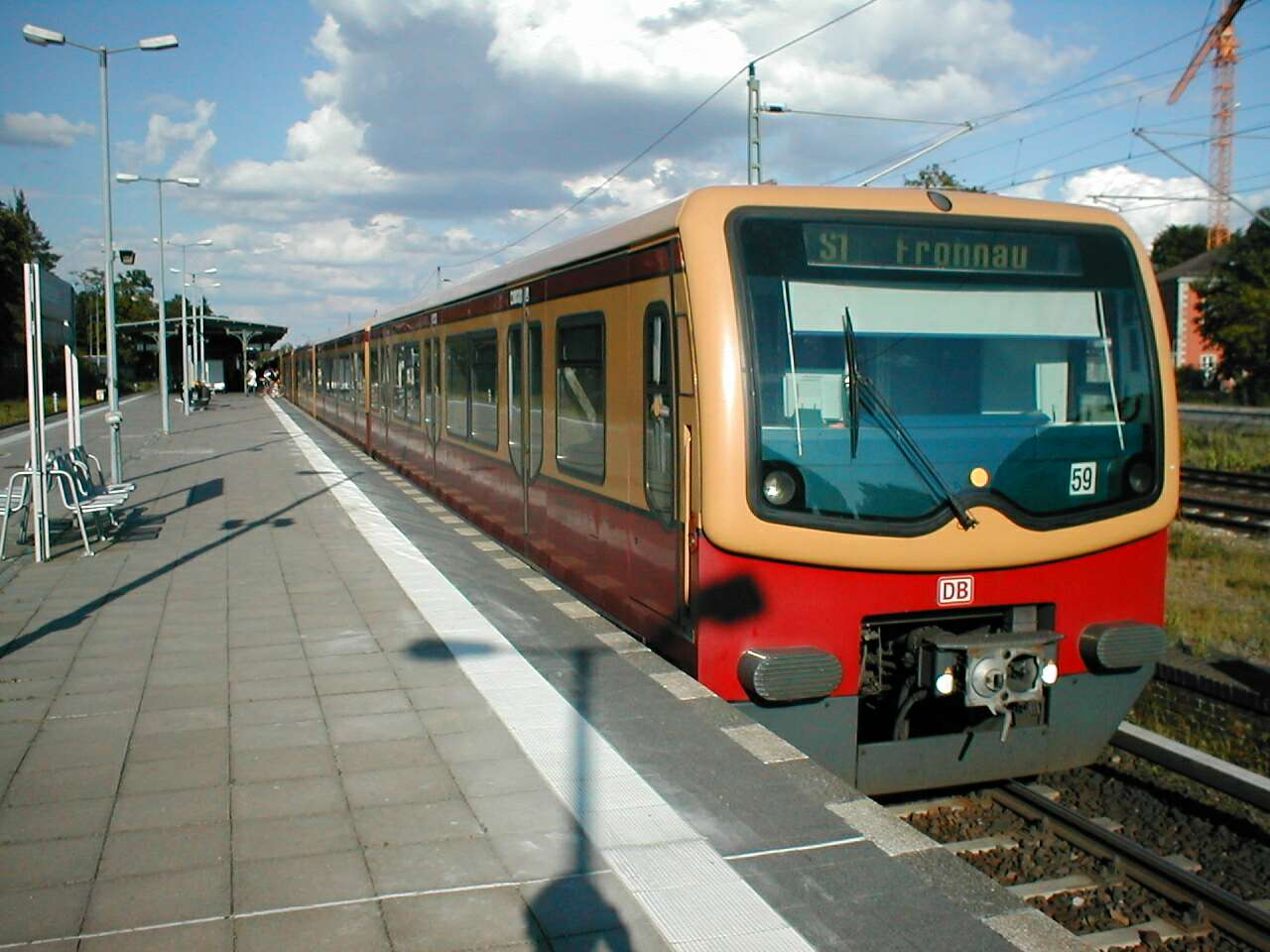
Megállóhely Berlinben egy DB 481-es motorvonattal

Az S-Bahn más vasutakhoz képest nagyvárosi és agglomerációs környezetben nyújt emelt színvonalú szolgáltatást. Abban különbözik az egyszerű vasúttól, hogy:
- ütemes a menetrendje (a német szabvány szerint ez alapfeltétele az S-Bahn megjelölésnek)
- általában jó az összeköttetése más közösségi közlekedési eszközökkel és illeszkedik a különböző régiók tarifaszabályozásába és a különböző közlekedési társaságok működésébe
- többnyire motorvonatok közlekednek rajtuk, amelyekre jellemző a gyors utascsere (sok és széles ajtóval), a nagy befogadóképesség és az átlagosnál jobb gyorsulás
- megemelték a peronokat, hogy az azzal egy szintben lévő utastér ezáltal is gyorsabbá tegye a ki- és beszállást
- több városban a belváros alatt, alagútban vezették át, föld alatti megállókkal

## Fejlődéstörténete

### Gőzhajtás
A fiatal német főváros, Berlin körül és a városban közlekedő gőzmozdonyok hajtotta szerelvények számának a növekedése bírta rá a Porosz Államvasutakat egy, a távolsági közlekedéstől elkülönített pálya építésére (tisztán elővárosi közlekedés számára). 1882-ben létrejött tehát a Berlini Városi Vasút főszárnya elválasztott sínpárokkal az elővárosi és távolsági közlekedés lebonyolítására. Ez a vonal a mai napig emberek ezreit százezreit szállítja naponta a legkülönbözőbb irányokba Berlinen belül és kívül.
1906-ban hasonló vonal épült Hamburgban. A vonatok Blankenese, Altona és Hamburg között közlekedtek.

### Egyenáramú hajtás

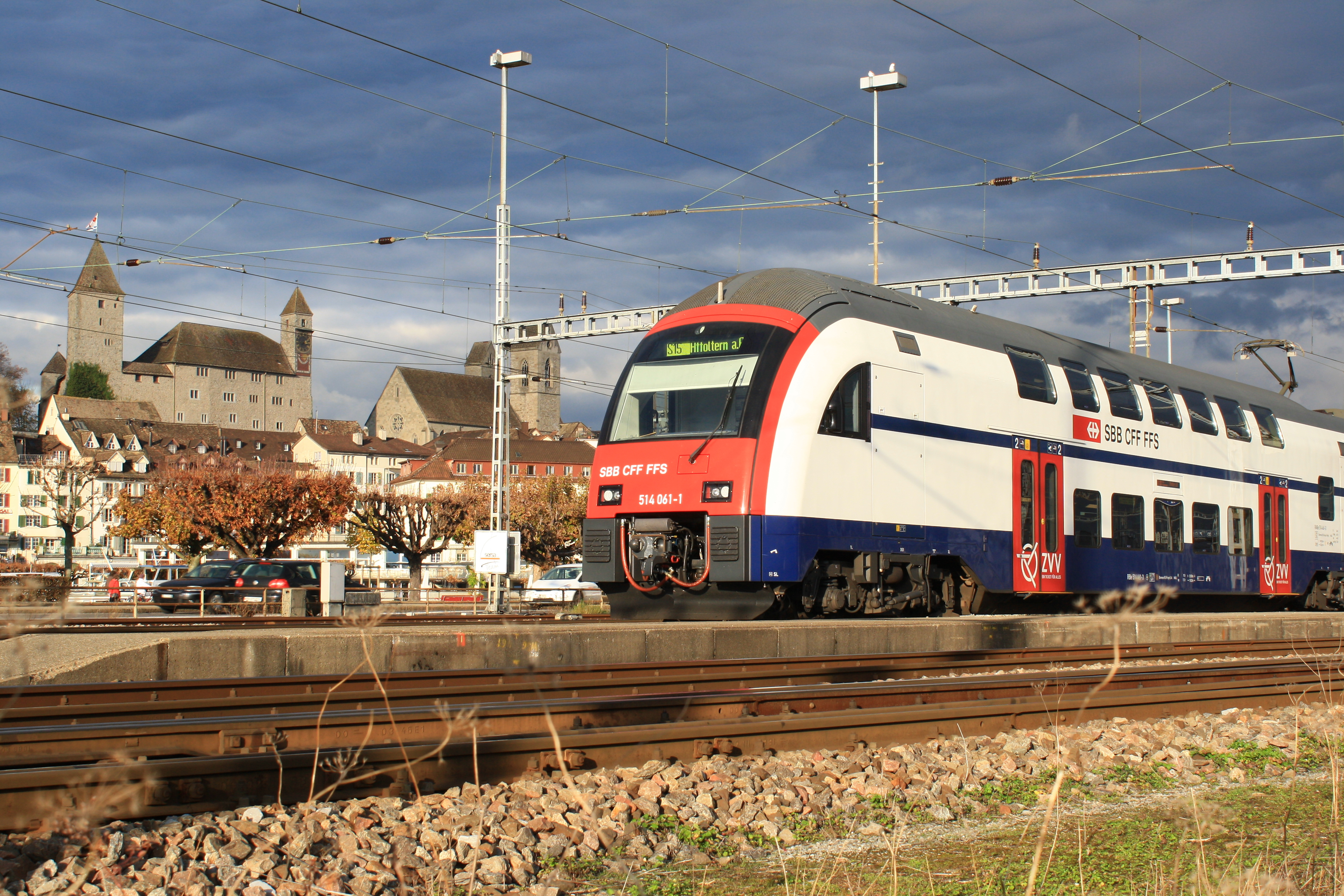
S-Bahn Zürich

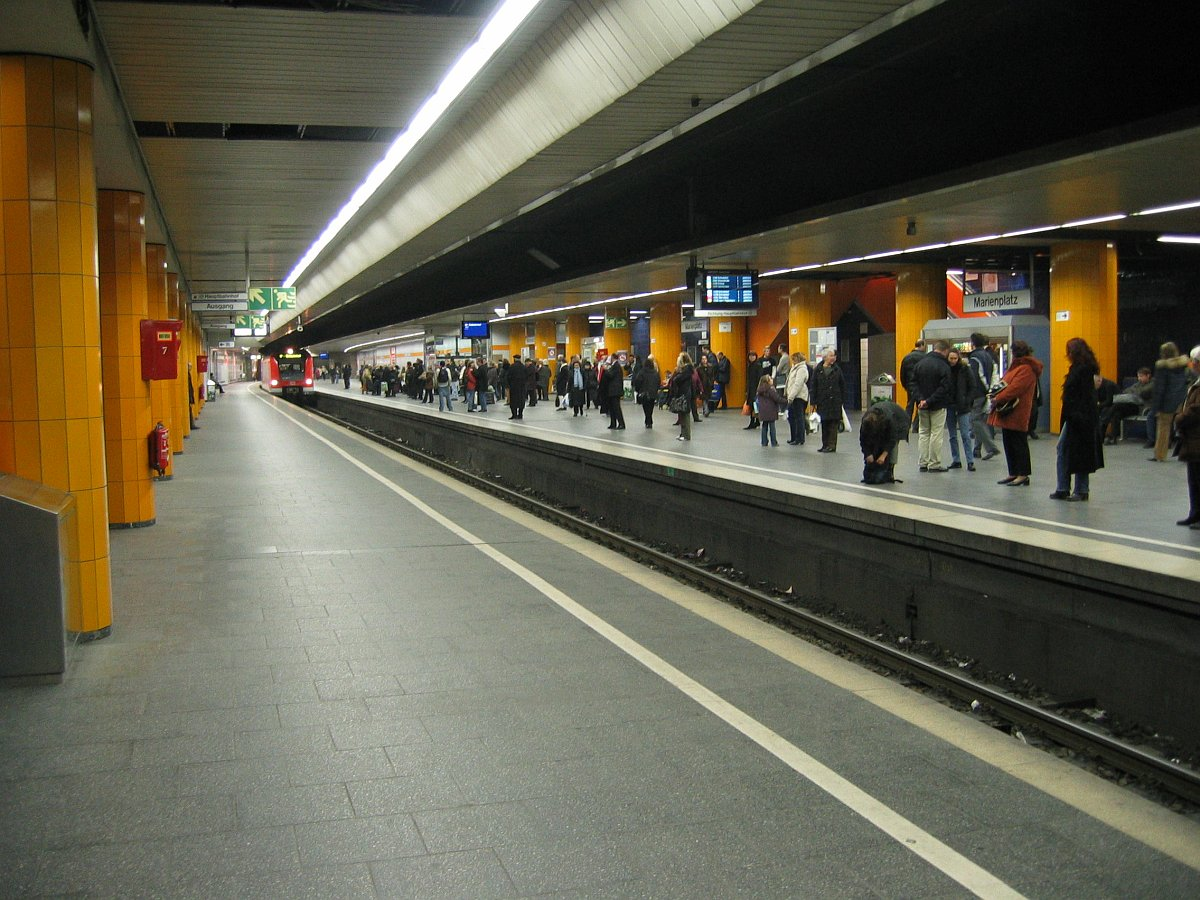
S-Bahn-megálló a város szíve alatt (München)

Amíg az elektromos hajtás még csak gyerekcipőben járt az egész világon, addig a vasúthálózatokon a gőzmozdonyok domináltak. A felsővezetékes, 15 kV feszültségű váltakozó áramról működő mozdonyok ritkaságszámba mentek még az I. világháború idején is. Annak idején Berlinben széles körben használták a gőzmozdonyokat, így nem csoda, ha a felmerült a gazdaságosság és a kisebb környezeti terhelés igénye.
A kezdeti nehézségek és modernizációs kísérletek után a Német Birodalmi Vasút úgy határozott, hogy szükséges a teljes szerelvénypark modernizációja. Így a korábbi gőzmozdonyokat kiváltották a 750 voltról üzemelő motorvonatok a Berlini Városi, Kör- és Elővárosi Vasút vonalain. Az első elektromosan hajtott szakaszt 1924-ben adták át Berlinben. Ezen a szakaszon a motorvonatok a sínpár mellett futó tápsínből kapták az áramot.
1940-ben a berlinihez hasonló rendszer kiépítésével lecserélték az 1907 óta már meglévő felsővezetékes, váltakozó áramról működő rendszert Hamburgban is. Ekkor a hamburgi elővárosi vasutat szintén S-Bahnak nevezték el, és ugyanolyan logót is kezdtek használni, mint Berlinben. Kezdetben Hamburgban a logó színe piros volt.

### Váltakozó áramú hálózatok
Az 1960-as évektől több német nagyvárosban is elkezdtek a már korábban váltakozó árammal villamosított vasútvonalakon a berlini és a hamburgi mintához hasonló városi-elővárosi gyorsvasutakat kialakítani. Elsőként 1967-ben Düsseldorf - Ratingen között. Ezeknek a hálózatoknak a jellemzője, hogy technikailag semmiben nem térnek el a környező villamosított vasútvonalaktól, ezért nem is igényelnek speciális járműveket. Sok esetben az S-Bahn létrehozása után ugyanazok a vasúti járművek közlekedtek, mint előtte. Az S-Bahn létrehozása mindenütt együtt járt viszont az ütemes menetrend bevezetésével, új megállók létrehozásával, a vasúti kínálat javításával.
Egyes városokban (Frankfurt, München, Stuttgart) épültek új vasúti belvárosi alagutak, másutt egyáltalán nem épült új vonal, csak új megállók.

## S-Bahn más országokban

### Ausztria
Ausztriában a bécsi elővárosi vasúton 1962-től nyitottak meg egy, a német S-Bahn-hálózatokhoz hasonló közlekedési rendszert, ezt azonban ekkor még Schnellbahnnak (gyorsvasút) nevezték. A 2000-es években kezdtek kisebb osztrák városokban is ütemes menetrend bevezetésével és új megállók kialakításával az S-Bahn-fogalomnak megfelelő hálózatok létrehozásába, új vasútvonalak kiépítése nélkül.
Elsőként 2004-ben Salzburgban alkalmazták az S-Bahn kifejezést, majd utána sorban több más osztrák városban is. 2005-től nevezték hivatalosan a bécsi gyorsvasutat is S-Bahnnak.
Ma már minden osztrák tartománynak van saját S-Bahn hálózata.

### Svájc
Zürichben az 1980-as években kezdtek egy városi vasúti alagút kiépítésébe. Az alagút 1990-es megnyitásától kezdve nevezték az elővárosi vasutakat S-Bahnnak. Ezt követően az 1990-es, majd még inkább a 2000-es években több svájci régióban is egyszerűen elkezdték a regionális vasutakat is S-Bahnnak nevezni, anélkül, hogy ennek kapcsán bármit is átalakítottak volna a vasúti közlekedésben. A 2010-es évekre Svájc német nyelvű részén már minden személyvonatot S-Bahnnak jelölnek.
Ez az S-Bahn-fogalom hagyományos, németországi jelentésétől alapvetően eltérő használatot jelent.

## Logók

S-Bahn-logó, Németország
S-Bahn-logó, Ausztria
S-Bahn-logó, Salzburg
S-Bahn-logó, Bern
S-tog-logó, Koppenhága
Linee-S-logó, Milánó
Esko-logó, Csehország